# Толкишка
Толкишка (тат. Талкыш) — река в Татарстане, левый приток Шешмы. Длина реки 47 километров, площадь бассейна 527 км². Средний расход воды — 0,11 м³/с.

## Характеристика
Бассейн Толкишки расположен на слабохолмистом возвышенном плато, изрезан оврагами и балками. Река маловодна, её ширина, глубина, скорость течения весьма незначительны. Питание, главным образом, снеговое; средний многолетний слой годового стока составляет 115 мм. Река характеризуется высоким половодьем, которое приходится на апрель и начало мая, а также низкой летней и зимней меженью.
Вода в реке гидрокарбонатно-хлоридно-магниевая. Весной в верховьях жёсткая (6,0—9,0 мг-экв/л), зимой — умеренно жёсткая (3,0—6,0 мг-экв/л), в меженный период — очень жёсткая по всей длине. Минерализация весной средняя (200—400 мг/л), в межень — повышенная (500—700 мг/л). Мутность средняя — 230 г/см³.
Территория бассейна является редким образцом длительного хозяйственного воздействия человека на природу: бо́льшая его часть занята сельскохозяйственными угодьями, вода используется на орошение, а также для хозяйственных нужд предприятий, основные направления которых — мясо-молочное животноводство, звероводство, кролиководство. В русле Толкишки расположены минеральные источники и пласты зелёной глины, которая используется для лечения псориаза, ревматизма и облысения.

### Притоки
Толкишка имеет 10 притоков, крупнейшим из которых является Каргалка, впадающая в районе села Большой Толкиш.

### Населённые пункты по берегам
- Татарский Толкиш
- Кзыл-Ялан
- Фиков Колок
- Малый Толкиш
- Средний Толкиш
- Большой Толкиш
- Свердловец
- Змиевские Новоселки — упразднённая деревня

## Памятник природы
Постановлением Совета министров Татарской АССР от 10 января 1978 года N 25 «О признании водных объектов памятниками природы» река Толкишка признана памятником природы регионального значения.